# Bulzeștii de Sus
Bulzeștii de Sus (en hongrois : Felsőbulzesd) est une commune du Județ de Hunedoara en Transylvanie, (Roumanie).